# Grand Prix automobile d'Italie 2003
GP précédent GP suivant
Le Grand Prix automobile d'Italie 2003 (Gran Premio Vodafone d'Italia 2003), disputé sur le circuit de Monza le 14 septembre 2003, est la 711e épreuve du championnat du monde de Formule 1 courue depuis 1950 et la quatorzième manche du championnat 2003.

## Classement
| Pos  | N° | Pilote                | Écurie           | Tours | Temps/Abandon                      | Grille | Points |
| ---- | -- | --------------------- | ---------------- | ----- | ---------------------------------- | ------ | ------ |
| 1    | 1  | Michael Schumacher    | Ferrari          | 53    | 1 h 14 min 19 s 838 (247,586 km/h) | 1      | 10     |
| 2    | 3  | Juan Pablo Montoya    | Williams-BMW     | 53    | + 5 s 294                          | 2      | 8      |
| 3    | 2  | Rubens Barrichello    | Ferrari          | 53    | + 11 s 835                         | 3      | 6      |
| 4    | 6  | Kimi Räikkönen        | McLaren-Mercedes | 53    | + 12 s 834                         | 4      | 5      |
| 5    | 4  | Marc Gené             | Williams-BMW     | 53    | + 27 s 891                         | 5      | 4      |
| 6    | 16 | Jacques Villeneuve    | BAR-Honda        | 52    | + 1 tour                           | 10     | 3      |
| 7    | 14 | Mark Webber           | Jaguar-Cosworth  | 52    | + 1 tour                           | 11     | 2      |
| 8    | 8  | Fernando Alonso       | Renault          | 52    | + 1 tour                           | 20     | 1      |
| 9    | 9  | Nick Heidfeld         | Sauber-Petronas  | 52    | + 1 tour                           | 16     |        |
| 10   | 11 | Giancarlo Fisichella  | Jordan-Ford      | 52    | + 1 tour                           | 13     |        |
| 11   | 12 | Zsolt Baumgartner     | Jordan-Ford      | 51    | + 2 tours                          | 18     |        |
| 12   | 18 | Nicolas Kiesa         | Minardi-Cosworth | 51    | + 2 tours                          | 19     |        |
| 13   | 10 | Heinz-Harald Frentzen | Sauber-Petronas  | 50    | + 3 tours                          | 14     |        |
| Abd. | 5  | David Coulthard       | McLaren-Mercedes | 45    | Pression d'essence                 | 8      |        |
| Abd. | 20 | Olivier Panis         | Toyota           | 35    | Freins                             | 9      |        |
| Abd. | 19 | Jos Verstappen        | Minardi-Cosworth | 27    | Fuite d'huile                      | 17     |        |
| Abd. | 17 | Jenson Button         | BAR-Honda        | 24    | Boîte de vitesses                  | 7      |        |
| Abd. | 21 | Cristiano da Matta    | Toyota           | 3     | Sortie de piste                    | 12     |        |
| Abd. | 15 | Justin Wilson         | Jaguar-Cosworth  | 2     | Boîte de vitesses                  | 15     |        |
| Abd. | 7  | Jarno Trulli          | Renault          | 0     | Panne hydraulique                  | 6      |        |

## Pole position et record du tour
- Pole position : Michael Schumacher en 1 min 20 s 963.
- Meilleur tour en course : Michael Schumacher en 1 min 21 s 832 au 14e tour.

## Tours en tête
- Michael Schumacher : 52 (1-15 / 17-53)
- Juan Pablo Montoya : 1 (16)

## Statistiques
- 69e victoire pour Michael Schumacher.
- 165e victoire pour Ferrari en tant que constructeur.
- 165e victoire pour Ferrari en tant que motoriste.
- 20e podium pour Juan Pablo Montoya.